# ハイスクールダンジョン
『ハイスクールダンジョン』（HIGH SCHOOL DUNGEON; HSDGN）は、インターネットテレビ局・ABEMAのABEMA SPECIALチャンネルにて、2020年2月28日から2021年4月30日まで毎週金曜21:00 - 21:30（JST）に配信されていたバラエティ番組である。

## 概要
フリースタイル（即興）のMCバトル（ラップバトル）で、チャレンジャーが「モンスター」と呼ばれる強豪MC（ラッパー）と戦う番組『フリースタイルダンジョン』の、スピンオフ企画である。タイトル通り、日本全国の高校生MCがチャレンジャーとなり、「ハイスクールモンスター」とフリースタイル対決を行う。後半には、出演者やゲストによるライブもある。
開始当初はseason ZERO（以下、S.0）として配信。S.0 Rec1の配信後、新型コロナウイルス感染拡大の影響で収録が中断された。2020年6月30日深夜にて『フリースタイルダンジョン』は放送を終了したが、当番組は2020年7月からS.0 Rec2として配信を続行した。S.0 Rec2以降は無観客で収録され、チャレンジャーとモンスターの間にアクリル板仕切りが設置されるなどの配慮もあった。
その後、各種オーディション企画やハイスクールモンスターの交代などを挟み、2021年3月26日より1st season（以下、S.1）を配信。しかし、2021年4月にS.1 Rec1を配信終了後は新しいエピソードが配信されておらず、告知の無いまま実質的な終了となった。

## ルール
『フリースタイルダンジョン』と同様のルール
- 3ラウンド勝負で、2ラウンド先取で勝利。
- ジャッジは5人の審査員の票による多数決方式。
- 判定が審査員満場一致になると「クリティカルヒット」となり、その時点で勝利が確定する。
- 相手への過度なボディタッチは減点対象となる。
- チャレンジャーが全ラウンドの先攻・後攻を選択できる。
- チャレンジャーが勝利した場合は賞金を獲得。さらに、賞金の増額をかけて次のモンスターと対決できる権利を得る。ドロップアウトして、賞金を確定してもよい。
- チャレンジャーが敗北した場合は、それまで獲得した賞金は全て没収となる。

『フリースタイルダンジョン』と異なるルール
- バトルの尺は「8小節2ターン」で固定。
- バトルビートは2曲用意されており、チャレンジャーが選択できる（S.1より）。
- チャレンジャーが勝利した場合の賞金額は下表の通り。

| 1st BATTLE   | 01万円 |
| 2nd BATTLE   | 03万円 |
| 3rd BATTLE   | 06万円 |
| 4th BATTLE   | 10万円 |
| FINAL BATTLE | 30万円 |

- S.0 Rec1では、チャレンジャーがラスボスに勝利し完全制覇した場合は、賞金のほかに本家『フリースタイルダンジョン』への出場権を獲得できた。『フリースタイルダンジョン』が終了したS.0 Rec2以降は、これに類する特典は無い。

## 出演

### メインMC・オーガナイザー
- Zeebra

### 進行
- BULL

### ナレーション
- 木村昴

### DJ
- DJ KOTA

### ハイスクールモンスター
チャレンジャーを迎え撃つ凄腕高校生MC。
初代ハイスクールモンスター
S.0に出演。S.0 Rec2をもって卒業。
- S-kaine
- MCリトル
- ベル
- 龍鬼

二代目ハイスクールモンスター
S.1に出演。
- MCリトル - 初代から引き続き出演。
- RAGA
- Luvit
- NERVE

### ラスボス
最終戦のみに登場するモンスター。4人抜きしたチャレンジャーが現れなかったため、2人ともラスボスとしての対戦は無かった。
- Fuma no KTR - S.0のラスボス。
- S-kaine - S.1のラスボス。S.0のハイスクールモンスターから昇格。

### 審査員
season ZERO
- DJ WATARAI - 当番組での審査員長的な立場。
- 甲田まひる - ジャズピアニスト。S.0 Rec1では現役高校生（通信制高校）だった。
- 崇勲 - 『フリースタイルダンジョン』の2代目モンスター。
- DOTAMA - 『フリースタイルダンジョン』の初代モンスター。
- Ry-lax - S.0 Rec1のゲスト審査員。
- SAM - S.0 Rec2のゲスト審査員。

1st season
- DJ WATARAI - S.0から引き続き出演。
- 呂布カルマ - 『フリースタイルダンジョン』の2代目・3代目モンスター。
- MARIA - 『フリースタイルダンジョン』のダンジョンライブ(S.4 Rec4-3)に出演したフィメールラッパー。
- 晋平太 - 『フリースタイルダンジョン』の初代ダンジョン完全制覇者。同番組のS.1では審査員だった。
- ERONE（韻踏合組合） - 『フリースタイルダンジョン』の審査員(S.6まで)、3代目モンスター。

### ダンジョンライブ
season ZERO
- JAG HUNGRY - Rec1-3
- Ry-lax - Rec1-4
- MCリトル、S-kaine、Fuma no KTR - Rec1-5
- Novel Core - Rec2-1
- 龍鬼 - Rec2-2
- 百足&YOSHIKI EZAKI - Rec2-3
- EARTH THE KID - Rec2-4
- Tade Dust&Bonbero - Rec2-7

モンスタートーナメント
- Fuma no KTR × 理貴 - #1
- S-kaine - #4

1st season
- Carz/illrain - Rec1-2
- KID PENSEUR - Rec1-3
- Liza - Rec1-4
- Donatello&TEITO - Rec1-5

## 特別企画

### リモートオーディション
2020年6月12日から2020年6月26日まで、3回にわたって配信。スタッフ審査を通過した20名の高校生MCが、番組出場権と新モンスターの座を賭けて、リモートでのオーディションに挑戦する。審査は自己紹介、意気込みのフリースタイル、質疑応答で行う。審査員はZeebraと、『フリースタイルダンジョン』の2代目ラスボスのR-指定（Creepy Nuts）、同じく2代目・3代目モンスターのFORK（ICE BAHN）が務めた。

### モンスタートーナメント
2020年12月11日から2021年2月12日まで、7回にわたって配信。「高校生最強ラッパー決定戦」として、前述のリモートオーディションを通過した8名と、応募枠より参戦する8名の計16名の高校生MCが、新モンスターの座を賭けてトーナメントで戦う。審査員は、DJ WATARAI、R-指定、青山テルマ、HARDY、FORKの5名。NERVEが優勝し、二代目ハイスクールモンスターのメンバーに決定した。

### エキシビジョンマッチ
2021年3月26日から2021年4月30日まで、ABEMAプレミアム限定で5回にわたって配信。ハイスクールモンスターと審査員が、特別試合としてMCバトルを行う。

## エンディングテーマ
season ZERO
- Novel Core『I Think I Guess』

1st season
- week dudes『BURN UP』

## スタッフ
特記が無い場合は、S.0、S.1に共通のスタッフ。
- 企画協力：Ameba、テレビ朝日
- 構成：カツオ
- TD：日高朋弘
- CAM：根本聡
- VE：吉田奈央（S.1-）
- 照明：菊池潤、安次嶺宏
- 美術：村上輝彦
- デザイン：秋元博
- 美術進行：青羽亮（S.0 Rec2-）
- 特効：長浜真平（S.0 Rec2-）
- 大道具：佐藤大輔（S.0 Rec2-）
- 大道具操作：和田幸政
- メイク：MARVEE
- 編集：村田清和（S.0 Rec2-）
- MA：吉松滉夢（ザ・チューブ / S.1-）
- 音効：高島慎太郎
- CG：大森清一郎
- 番組ロゴ：斉藤順也（S.1-）
- アートディレクター：横川朝也（S.1-）
- 技術協力：METASIX、エスユー、ザ・チューブ
- PA：flagship
- 美術協力：テレビ朝日クリエイト、DADA、ワンダーライト、東京特殊効果
- 撮影協力：渋谷ストリーム（S.1-）
- 協力：(株)グランドマスター
- 監修：36（鈴木おさむ）
- AD：小澤友美、横山渚、松山健二、藤島直也（S.1-）、梅田孟（S.1-）
- AP：矢野清楓（S.0ではAD）
- ディレクター：吉田真人、伊藤竜太、肥後智一、日比野大輔
- 演出：岡田純一（オイコーポレーション）
- プロデューサー：竹内庸祐（AbemaTV / S.1-）、藤井達也（AbemaTV / S.1-）、山口一美（MMJ）、坂井良美（MMJ）
- 制作：AbemaTV、MMJ

### 過去のスタッフ
season ZERO
- VE：塙健志
- 美術進行：野末晃子（Rec1）
- 特効：吉川剛史（Rec1）
- 大道具：安藤朋希（Rec1）
- MA：平久保多香子（ザ・チューブ）
- 宣伝：野村智寿、藤澤明日香（AbemaTV）
- アートディレクター：古田島央（AbemaTV）
- クリエイティブディレクター：中山駿（AbemaTV）
- 撮影協力：ATOM TOKYO（Rec1）、TIAT SKY HALL（Rec2）
- AP：寄元沙織
- プロデューサー：橋本達也（AbemaTV）、新納愛（AbemaTV）